# Leopoldo Pasqualetti
Leopoldo Pasqualetti detto Sordo (Volterra, 23 gennaio 1848 – ...) è stato un fantino italiano, vincitore del Palio di Siena nel 1883.

## Carriera
Ottenne la sua prima e unica vittoria al Palio di Siena nel Leocorno. Stando alle cronache, "il palio riuscì disordinatamente bello, e dopo qualche contrasto vinse l'Unicorno, passando all'ultimo giro alla pianata il Drago che era secondo, e l'Aquila che era stata sempre prima e già cominciava ad essere ritenuta per vincitrice."

## Presenze al Palio di Siena
Le vittorie sono evidenziate ed indicate in neretto.
| Palio          | Contrada | Cavallo                  | Note          |
| -------------- | -------- | ------------------------ | ------------- |
| 16 agosto 1874 | Giraffa  | Baio di P. Mari          |               |
| 4 luglio 1875  | Leocorno | Baio di M. Gigli         |               |
| 16 agosto 1875 | Leocorno | Sauro di A. Amaddii      |               |
| 2 luglio 1876  | Aquila   | Baio di A. Cimballi      |               |
| 16 agosto 1876 | Aquila   | Morello di D. Tavanti    |               |
| 2 luglio 1877  | Leocorno | Baio di G. Mazzoli       | Non assegnato |
| 16 agosto 1877 | Leocorno | Baio di G. Giunti        |               |
| 16 agosto 1878 | Civetta  | Baio di N. Nardi         |               |
| 2 luglio 1879  | Torre    | Morello di A. Franci     |               |
| 17 agosto 1879 | Torre    | Morello di G. Coradeschi |               |
| 2 luglio 1883  | Bruco    | Morello di A. Savini     |               |
| 16 agosto 1883 | Leocorno | Morello di G. Carlini    |               |
| 2 luglio 1884  | Istrice  | Baio di G. Coradeschi    | scosso        |
| 16 agosto 1884 | Civetta  | Morello di G. Carlini    |               |
| 2 luglio 1885  | Pantera  | Baio di N. Nardi         |               |
| 4 luglio 1886  | Aquila   | Baio di G. Bartali       |               |
| 16 agosto 1886 | Leocorno | Morello di P. Bellini    |               |